# Mount Olive (Karolina Północna)
Mount Olive – miasto w Stanach Zjednoczonych, w stanie Karolina Północna, w hrabstwie Wayne.